# Lambert (Bischof von Krakau)
Lambert († 1030) war möglicherweise Bischof von Krakau.
Sein Name wurde im Nekrolog (Sterbeverzeichnis) des Bistums Krakau für das Jahr 1030 genannt.
Er wurde nicht in der Liste der Krakauer Bischöfe genannt. Daher ist seine Identität unsicher.
Der Name Lambert deutet auf die Familie der Piastenherzöge. Möglich ist eine Identität mit Lambert, Sohn von Mieszko I.